# ニキレーシュ・ギリ
ニキレーシュ・チャンドラ・ギリ（オリヤー語: ନିଖିଲେଶ ଚନ୍ଦ୍ର ଗିରି、ベンガル語: নিখিলেশ চন্দ্র গিরি、英語: Nikhilesh Chandra Giri、1978年6月1日 - ）は、インドの外交官。同国南東部オリッサ州に生まれ、地元のウトカル大学で地質学修士を取得した後、首都ニューデリーにあるジャワハルラール・ネルー大学の地域開発研究センター（CSRD）に短期就学。2002年に外務省へ入省し、2004年には初の在外勤務としてエジプトに赴任、同地のカイロ・アメリカン大学でアラビア語を修得した。その後、在オマーン大使館二等書記官、本省ロシア担当部局長補佐、同副局長、在インドネシア大使館一等書記官、ASEAN政府代表部参事官、在マレーシア高等弁務官事務所副高等弁務官、本省インド太平洋担当部局長、本省西アジア・北アフリカ担当部共同局長を経て、2021年8月24日より在大阪・神戸総領事。